# Институт хорватского языка и лингвистики

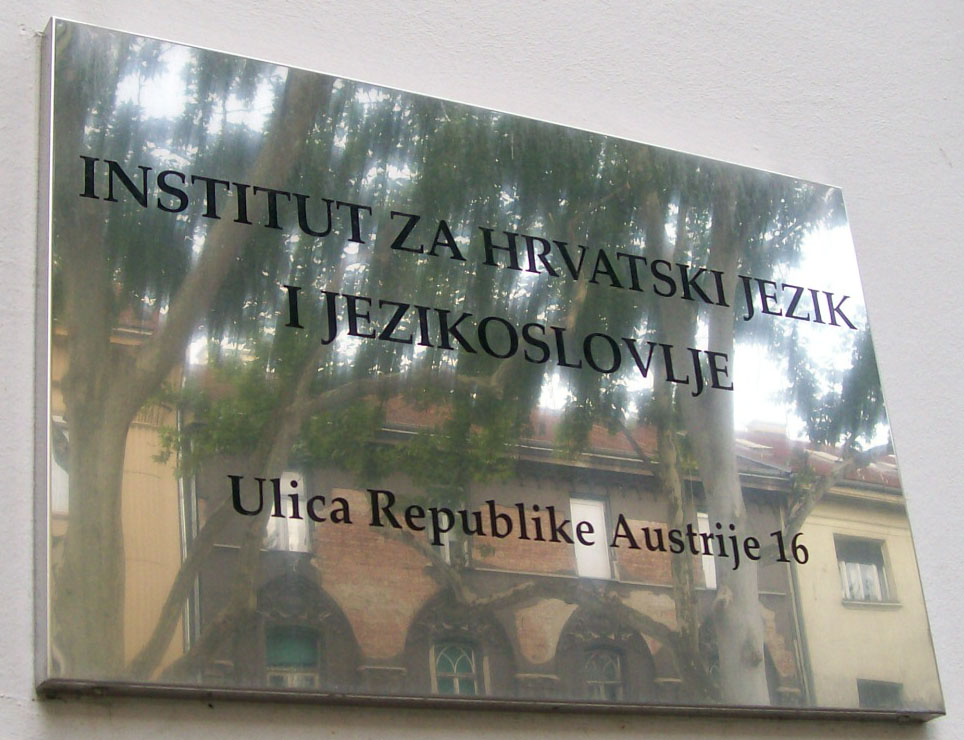
Табличка на здании института

Институт хорватского языка и лингвистики (хорв. Institut za hrvatski jezik i jezikoslovlje) — государственный институт Хорватии, цель которого заключается в сохранении и развитии хорватского языка. Институт ведёт свою историю с 1948 года, когда он входил в Югославскую академию наук и искусств (ныне — Хорватская академия наук и искусств). Нынешний институт действует после провозглашения независимости Хорватии в 1991 году.

## Организационная структура
Деятельность института осуществляется в рамках научно-исследовательских проектов, утверждённых министерством науки, образования и спорта Хорватии, а также в рамках соглашений, заключенных с другими учреждениями или организациями. В настоящее время в составе института имеется 5 отделов.

### Отдел стандартного хорватского языка
Отдел ведёт разработку толковых, многоязычных, терминологических и других словарей хорватского языка, а также исследования в сфере лексикологии и лексикографии хорватского литературного языка, функционирование языка в среде его носителей. Приоритетной задачей отдела является выпуск словарей на основе репрезентативного корпуса лексических единиц. Отдел подготовил фундаментальные справочные пособия (грамматика хорватского языка, консультант по хорватскому языку, и т. д.).

### Отдел истории хорватского языка и исторической лексикографии
Отдел ведёт исследования истории хорватского языка и письменного наследия на хорватском языке, включая издание старых произведений хорватской лексикографии, а также оцифровку старых рукописных словарей и грамматик.

### Отдел диалектологии
Отдел исследует хорватские народные говоры в Хорватии и в других регионах, населённых носителями хорватского языка. На основании собранных данных формируются цифровые библиотеки аудиофайлов, ведётся подготовка атласа хорватского языка и данных для международных языковых атласов, диалектологических словарей и монографий.

### Отдел ономастики и этимологии
Отдел собирает и обрабатывает базы данных современных и исторических имён собственных (по топонимике, антропонимике и других) Хорватии и других регионов, населённых хорватами, готовит ономастические словари и пособия, а также проводит этимологические исследования и подготовку этимологического словаря хорватского языка.

### Отдел общей, сравнительной и компьютерной лингвистики
Отдел общей, сравнительной и компьютерной лингвистики собирает и оцифровывает лингвистические данные репрезентативного корпуса стандартного хорватского языка и ранних вариантов хорватского, осуществляет перевод и подготовку к печати фундаментальных трудов по современной лингвистике.

## Руководители института
Руководителями института являлись:
- Антун Барац — организатор
- Степан Мусулин (1948—1958)
- Мате Храсте (1958—1965)
- Людевит Йонке (1965—1973)
- Божидар Финка (1973—1977)
- Антун Шоят (1977—1982)
- Божидар Финка (1982—1987)
- Михо Лонцарич (1987—1996)
- Миро Кацич (1996—2001)
- Марко Самардзия (2001—2002)
- Дуня Брозович-Ронцевич (2003—2011)
- Желько Йосич[хорв.] (2012-настоящее время).